# Jatropha excisa
Jatropha excisa är en törelväxtart som beskrevs av August Heinrich Rudolf Grisebach. Jatropha excisa ingår i släktet Jatropha och familjen törelväxter. Inga underarter finns listade i Catalogue of Life.